# 穆耳台米德

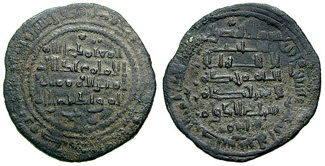
穆耳台米德时期的钱币

穆罕默德·伊本·阿巴德·穆耳台米德（Muhammad Ibn Abbad Al Mutamid，阿拉伯语：‎; 在位. 1069–1091, 1040年—1095年） 全名为穆罕默德二世穆耳台米德，塞维利亚的阿巴德王朝第三代国王。他是中世纪有教养的穆斯林西班牙人的典型代表，开明、宽容，提倡文学艺术。13岁就指挥锡尔维斯城的军事远征。这次远征获得胜利后，他被任命为这个地区的长官。1069年承袭其父的塞维利亚王位。1071年征服和兼并了科尔多瓦王国。后来又把穆尔西亚王国置于自己的统治之下。但是，1085年莱昂和卡斯蒂尔国王阿方索六世占领了托莱多城，这是对西班牙穆斯林的沉重打击。穆耳台米德一直向阿方索纳贡，当他拒绝纳贡时，阿方索就入侵他的王国，洗劫了许多城镇。不久，阿方索又提出领土要求，穆耳台米德知道靠他自己的人力物力无法阻止基督徒的进逼，于是就去寻找阿尔莫拉维德王朝（穆拉比王朝）苏丹优素福·伊本·塔舒芬（Yusuf ibn Tashfin）的援助。塔舒芬刚刚征服摩洛哥全境，手下拥有强大的军队，1086年横渡直布罗陀海峡，在宰拉盖给基督教军队以毁灭性的打击。但他未及取得最后胜利，便不得不返回摩洛哥。穆耳台米德无力保卫自己的边境，又去请求塔舒芬的援助。1090年，另外一支穆拉比王朝的军队攻入西班牙，然后塔舒芬罢免了请求他援助的人们，愿以自己的名义进行“圣战”，在占领塞维利亚以后，他把穆耳台米德废黜，押解到摩洛哥囚禁至死。